# Veres Rivne
Maillots
Actualités
Le Rivnensky Futbolny Klub Veres-Rivne (en ukrainien : Рівненський Футбольний Клуб Верес-Рівне), plus couramment abrégé en Veres-Rivne, est un club ukrainien de football fondé en 1957  et basé dans la ville de Rivne.

## Histoire
Il remporte le groupe A de la première saison du championnat d'Ukraine de football D2 en 1992. De 1992 à 1995, il participe à la Première Ligue et obtient son meilleur classement en 1992-1994 avec une 12e place. Son stade se nomme Avanhard.

## Bilan sportif

### Palmarès
| Compétitions nationales                                |
| ------------------------------------------------------ |
| - Championnat d'Ukraine D2 (1) : - Champion : 2020-21. |

## Personnalités du club

### Présidents du club
- Ivan Nadeyine

### Entraîneurs du club
| - Konstantin Chtchegotsky (1957) - Tiberiy Popovitch (1961) - Konstantin Chtchegotsky (1966) - Evgeny Pestov (1971 - 1972) - Nikolai Mikhalev (1973) - Viktor Loukatchenko (1974 - 1976) - Valentyn Tuharin (1977–1979) - Viktor Matvienko (1980 - 1982) - Vladimir Trochkine (1983 - 1984) - Viktor Matvienko (1985) - Volodymyr Polichtchouk (1985 - 1987) - Mykola Volkov (1989) - Roman Pokora (1989 - 1991) - Viktor Nosov (1991 - 1992) - Vasiliy Kourilov (1992) - Mykhailo Dounets (1993) - Vyacheslav Kobyletskyi (1993) | - Mykhaylo Fomenko (1994) - Vyatcheslav Kobyletskyi (1994 - 1995) - Orest Bal (1995) - Ivan Krasnetskyi (1995) - Volodymyr Vusatyi (1995 - 1996) - Vyatcheslav Kobyletskyi (1996 - 1997) - Mykola Yatsyouk (1997 - 1999) - Serhiy Silvay (1999) - Vyatcheslav Kobyletskyi (1999) - Serhiy Silvay (1999 - 2000) - Hryhoriy Chalamay (2000 - 2003) - Serhiy Silvay (2003) - Vasyl Sondey (2004) - Pavlo Ivantchov (2004 - 2005) - Roman Laba (2005) - Giorgi Shengelia (2006) - Serhiy Statchko (2006) | - Mykola Volkov (2006) - Serhiy Silvay (2006) - Ivan Kovanda (2007 - 2008) - Mykola Filine (2008 - 2009) - Andriy Kovtoune (2009 - 2010) - Mykola Filine (2015) - Oleh Loutkov (2015) - Viktor Bohatyr (2015 - 2016) - Volodymyr Mazyar (2016 - 2017) - Yuriy Virt (2017) - Yury Svirkov (2018) - Andriy Demtchenko (2018) - Volodymyr Homenyuk (2018) - Oleh Chandrouk (2018) - Oleh Chandrouk (2018 - 2019) - Yuriy Virt (2019 - 2023) - Serhiy Lavrynenko (2023 - ) |